# Hazel et Ogan
Hazel et Ogan est une série de bande-dessinée d'heroic fantasy (ou plus précisément de « sword and sorcery ») scénarisée par Bosse et dessinée par Norma, dont les trois tomes ont été publiés entre 1989 et 1994.

## Présentation
La série met en scène deux héros :
- Hazel, qui appartient à la tribu des guerrières voleuses, et doit prouver sa valeur en accomplissant un périple de cinq années dont le but est d'acquérir un objet de pouvoir ; et
- Ogan, un jeune apprenti sorcier, qui s'est fait renvoyer de l'école de magie où il faisait ses études. Ce dernier apporte souvent une touche d'humour.

On retrouve dans l'univers des elfes arrogants, des nains braillards, des trolls idiots, des dragons… ainsi que des combats à l'épée, de la magie, des légendes et des quêtes.

## Publications
Trois albums sont parus, avant l'abandon de la série :
- L'Épée de foudre (paru au préalable en 3 parties dans le journal Tintin entre 1986 et 1987) ;
- Le Pays des trolls ;
- Moonwulf.